# Asian Women's Sevens Championship 2005
El Asian Women's Sevens Championship (Campeonato Femenino de rugby 7 de Asia) de 2005 fue la sexta edición del torneo femenino de rugby 7 de la confederación asiática.

## Posiciones

### Grupo A
| Equipo        | Encuentros | Encuentros | Encuentros | Encuentros | Tantos  | Tantos    | Tantos     | Puntos |
| Equipo        | jugados    | ganados    | empatados  | perdidos   | a favor | en contra | diferencia | Puntos |
| ------------- | ---------- | ---------- | ---------- | ---------- | ------- | --------- | ---------- | ------ |
| Kazajistán    | 4          | 4          | 0          | 0          | 123     | 0         | +123       | 12     |
| Japón         | 4          | 3          | 0          | 1          | 70      | 57        | +13        | 10     |
| China         | 4          | 2          | 0          | 2          | 57      | 46        | +11        | 8      |
| Tailandia     | 4          | 1          | 0          | 3          | 45      | 49        | -4         | 6      |
| Golfo Pérsico | 4          | 0          | 0          | 4          | 12      | 155       | -143       | 4      |

### Grupo B
| Equipo     | Encuentros | Encuentros | Encuentros | Encuentros | Tantos  | Tantos    | Tantos     | Puntos |
| Equipo     | jugados    | ganados    | empatados  | perdidos   | a favor | en contra | diferencia | Puntos |
| ---------- | ---------- | ---------- | ---------- | ---------- | ------- | --------- | ---------- | ------ |
| Singapur   | 3          | 3          | 0          | 0          | 43      | 10        | +33        | 9      |
| Hong Kong  | 3          | 2          | 0          | 1          | 42      | 35        | +7         | 7      |
| Sri Lanka  | 3          | 2          | 0          | 1          | 45      | 17        | +28        | 5      |
| Uzbekistán | 3          | 0          | 0          | 3          | 7       | 75        | -68        | 3      |

### Copa de Oro
|  | Semifinales | Semifinales | Semifinales |       |            | Copa       | Copa | Copa |  |
|  |             |             |             |       |            |            |      |      |  |
|  |             |             |             |       |            |            |      |      |  |
|  | Kazajistán  | Kazajistán  | 39          |       |            |            |      |      |  |
|  | Kazajistán  | Kazajistán  | 39          |       |            |            |      |      |  |
|  | Hong Kong   | Hong Kong   | 0           |       |            |            |      |      |  |
|  | Hong Kong   | Hong Kong   | 0           |       | Kazajistán | Kazajistán | 24   |      |  |
|  |             |             |             |       | Kazajistán | Kazajistán | 24   |      |  |
|  |             |             | Japón       | Japón | 5          |            |      |      |  |
|  | Japón       | Japón       | Japón       | Japón | 5          | 21         |      |      |  |
|  | Japón       | Japón       |             |       |            | 21         |      |      |  |
|  | Singapur    | Singapur    | 5           |       |            |            |      |      |  |
|  | Singapur    | Singapur    | 5           |       |            |            |      |      |  |
|  |             |             |             |       |            |            |      |      |  |

| Bandera de Kazajistán |
| Campeón Kazajistán    |
| Sexto título          |